# Сыроежкин, Григорий Сергеевич
Григорий Сергеевич Сыроежкин (25 января 1900 — 26 февраля 1939) — деятель советских спецслужб, кавалер ордена Красного Знамени, ордена Ленина. Свидетель самоубийства Бориса Савинкова.

## Биография
Григорий Сыроежкин родился 25 января 1900 года в селе Волково Балашовского уезда Саратовской губернии (ныне — в Еланском районе Волгоградской области) в крестьянской семье. В 1905 году вместе с семьёй переехал в Тифлис (ныне — Тбилиси, Грузия), где его отец устроился на работу каптенармусом в местном гарнизоне. В 1915 году Сыроежкин добровольно пошёл на службу в царскую армию, однако вскоре как несовершеннолетний был отправлен домой. Пытался стать циркачом, учился у Ивана Поддубного и Ивана Заикина, однако после травмы был вынужден отказаться от своих планов. До Октябрьской революции работал письмоводителем в управлении Закавказской железной дороги.
В 1918 году добровольно пошёл на службу в Рабоче-крестьянскую Красную Армию. Принимал участие в боях Гражданской войны в составе 6-й дивизии на Южном фронте, затем стал комендантом революционного трибунала 9-й армии. В 1919 году вступил в партию большевиков. Весной 1920 года Сыроежкин был направлен на работу в Новочеркасскую ЧК, а позднее — в революционный трибунал Кавказского фронта. В августе 1921 года он стал следователем Революционного трибунала Республики в Москве. В этом качестве он принимал активное участие в разгроме крестьянского восстания в Тамбовской губернии и повстанческого отряда Попова в Балашовском уезде.
С сентября 1921 года служил в Особом отделе ВЧК, который в 1922 году был преобразован в отдел контрразведки ГПУ. Играл важную роль в разработке и осуществлении ряда специальных операций. Наиболее известная среди них — операция «Синдикат-2», в результате которой была ликвидирована подпольная антисоветская организация «Союз защиты Родины и свободы» и захвачен её лидер, известный террорист Борис Савинков. Сыроежкин лично участвовал в допросах Савинкова, когда тот выбросился из окна, пытался поймать его за ногу, однако из-за повреждения руки не сумел удержать его. За заслуги в этой операции в числе наиболее активных участников операции был удостоен ордена Красного Знамени.
В дальнейшем Сыроежкин участвовал в ряде специальных операций, организованных ВЧК-ОГПУ-НКВД. Неоднократно под чужим именем входил во враждебно настроенные по отношению к Советскому правительству круги. В сентябре 1925 года Сыроежкин принял участие в захвате английского разведчика Сиднея Рейли.
Боролся с националистическими организациями и бандитизмом на Кавказе, в Якутии, Бурятии, Белоруссии. За ликвидацию подпольной организации националистов «Союз освобождения Белоруссии» он был награждён золотыми часами. В Финляндии поддерживал связь с бывшим руководителем Кронштадтского восстания Степаном Петриченко, от которого узнал о массовом военном строительстве на границе СССР и Финляндии. Во время гражданской войны в Испании Г. С. Сыроежкин под именем Григорий Грандэ был старшим военным советником 14-го корпуса армии республиканцев, руководил разведкой и диверсиями в тылу франкистов. В конце 1938 года он был отозван в Москву.

## Арест и казнь
Имя Сыроежкина было включено в сталинский расстрельный список, датированный 20 августа 1938 года (№ 111 в списке из 134 фамилий, озаглавленный «Бывшие работники НКВД»), что являлось нонсенсом, поскольку тогда Сыроежкин ещё не был арестован. Единственным логически обоснованным объяснением этого факта является предположение, что составитель списка — начальник 1-го спецотдела НКВД СССР старший майор государственной безопасности И. И. Шапиро не знал о том, что арестовать Сыроежкина не представляется возможным, поскольку в тот момент он ещё находился в Испании. Однако фамилия Сыроежкина из списка вычеркнута не была, что позволяло наркому внутренних дел СССР Николаю Ежову, получившему завизированный Сталиным список назад, считать, что и тот приговорён к ликвидации в числе всех 134 фигурантов списка.
Арестован 2 ноября 1938 года, после возвращения из Испании. Обвинён в измене родине в форме шпионажа, в участии в антисоветском заговоре в НКВД и в связях с ранее разоблачёнными врагами народа. Военной коллегией Верховного Суда СССР 26 февраля 1939 года приговорён к расстрелу. Казнён в тот же день. В 1958 году посмертно реабилитирован.